# Castorano

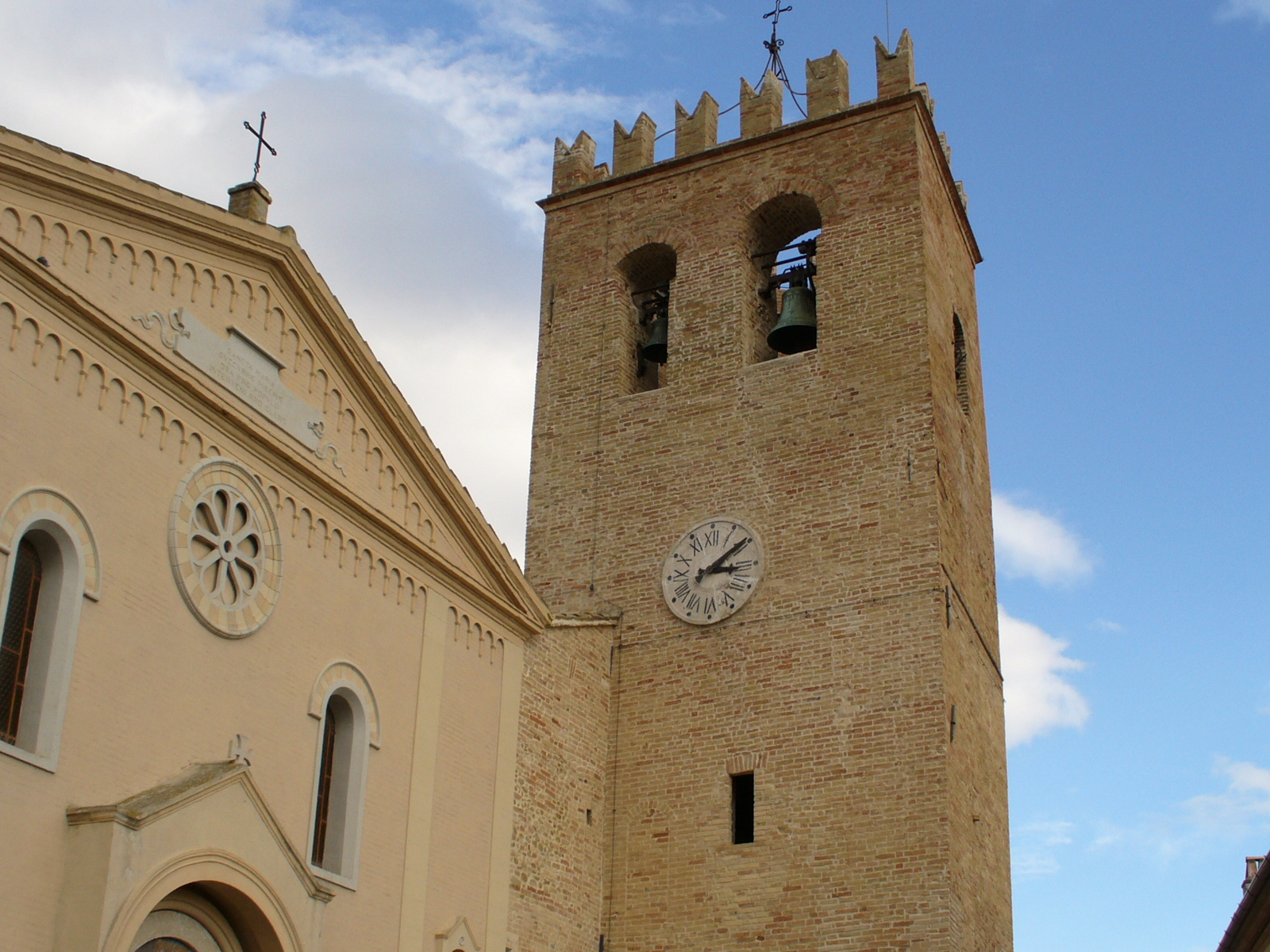
Castorano

Castorano (im lokalen Dialekt: Castërà) ist eine italienische Gemeinde (comune) mit 2233 Einwohnern (Stand 31. Dezember 2023) in der Provinz Ascoli Piceno in den Marken. Die Gemeinde liegt etwa 12 Kilometer ostnordöstlich von Ascoli Piceno.

## Gemeindepartnerschaften
Castorano unterhält Partnerschaften mit der polnischen Gemeinde Dobrcz in der Woiwodschaft Kujawien-Pommern und der französischen Gemeinde Noisy-sur-École im Département Seine-et-Marne.